# 3571 Milanštefánik
3571 Milanštefánik este un asteroid din centura principală, descoperit pe 15 martie 1982 de Antonín Mrkos.